# Muzeum Nejdek
Muzeum Nejdek je městské a národopisné muzeum ve stejnojmenném městě. Jedná se o bývalou pobočku Muzea Karlovy Vary. Muzeum není členem Asociace muzeí a galerií.

## Historie muzea
Muzeum bylo budováno v letech 1975-1977 jako Muzeum dělnického hnutí, k otevření došlo v roce 1977.V porevolučním období se zaměřilo na dějiny města a národopis. Od roku 2016 již Muzeum Nejdek není pobočkou Muzea Karlovy Vary. Budova muzea je v majetku města Nejdek a je uzavřena.

## Expozice
Před rokem 1989 se v muzeu nacházela expozice dějin dělnického hnutí na Nejdecku. Po sametové revoluci došlo k přetvoření expozice na národopisnou, prezentující krušnohorské lidové umění, keramiku, cín, podmalby na skle, malovaný nábytek.